# Nederlandse Associatie voor Praktijkexamens
De Coöperatie Nederlandse Associatie voor Examinering U.A. is een onafhankelijke exameninstituut. De op 18 september 1941 opgerichte coöperatie organiseert examens op de volgende gebieden:
- Financieel Administratief
- Juridisch
- Loonadministratie
- Management
- Personeel & Organisatie
- Secretarieel & Talen
- Sales
- Ondernemerschap

Bekende examens zijn:
- Praktijkdiploma Boekhouden (PDB®)
- Moderne Bedrijfsadministratie (MBA)
- Nemas® management

Naast het maken en afnemen van Associatie-examens biedt de Associatie examendiensten in de vorm van advies, training en uitvoering. Als partner in examinering ondersteunt de organisatie opleiders, brancheorganisaties, overheid en werkgevers.